# Demokratiska partiet för serber i Makedonien
Demokratiska partiet för serber i Makedonien, Демократска партија Срба у Македонији Demokratska partija Srba u Makedoniji (DPSM) är ett politiskt parti som vill tillvarata den serbiska minoritetens intressen i Makedonien.
I parlamentsvalet 2006 deltog DPSM i valalliansen Tillsammans för Makedonien.
I nyvalet 2008 bytte man dock allianspartner och ingick i valkartellen För ett bättre Makedonien.